# Phosphorit

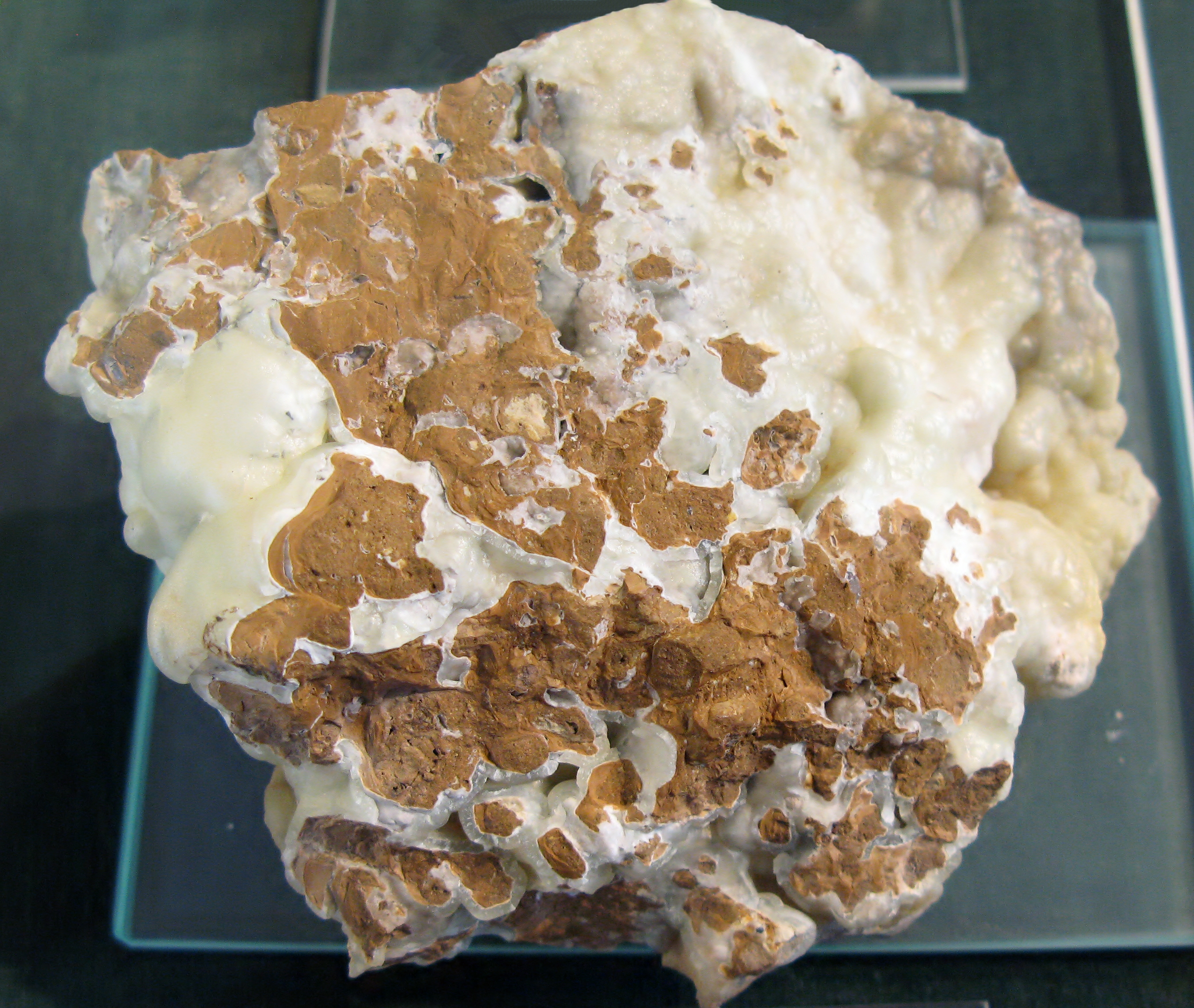
Phosphorit (Staffelit), traubig-nierig ausgebildet – Fundort: Staffel Lahngebiet

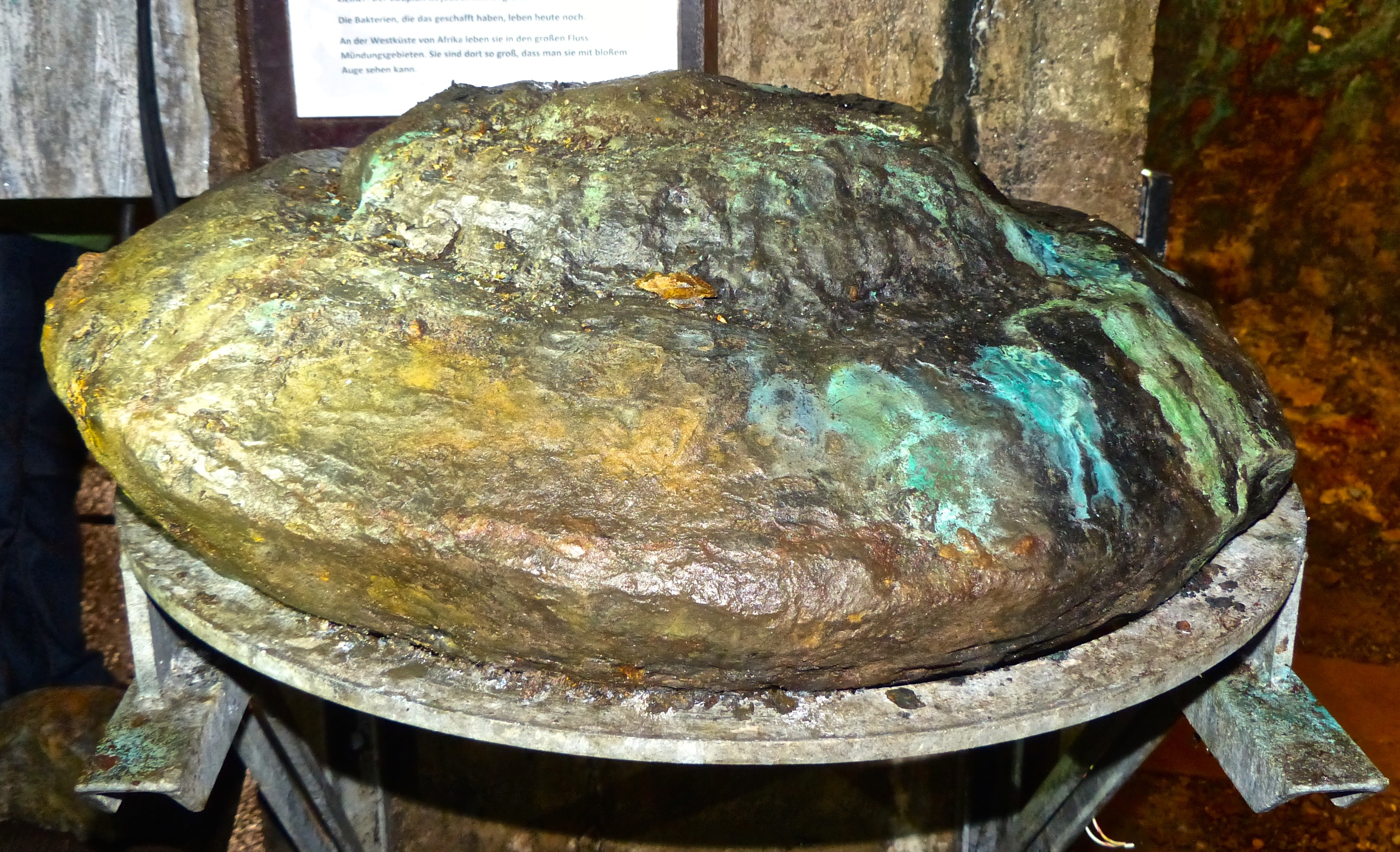
Unterkarbonische Phosphoritkonkretion, Kilianstollen in Marsberg

Phosphorit ist ein marines Sedimentgestein, das schichtgebunden mit anderen marinen Gesteinen, meistens mit Kalken, auftritt.

## Gesteinsbeschreibung
Phosphorit besteht aus einem Gemenge von Apatit und organischen Komponenten. Die organischen Komponenten sind oft erkennbar. Werden Phosphorite aufgeschlagen, entweicht in vielen Fällen ein fauliger Geruch. Falls nicht umgelagert, sind sie mit Kalkgestein, Grünsand oder Grünsandstein verbunden. 
Phosphorite kommen als traubenförmige Knollen, Krusten und Konkretionen in marinen Tonen vor. Die Phosphoritkörner bilden wulstige und knollige Oberflächen, der Mineralbestand ist mit bloßem Auge nicht erkennbar. Es sind schwarze, selten braune Gesteine.

## Mineralbestand
Der Hauptbestandteil sind die Minerale Carbonat-Fluorapatit (Ca5[(F,OH,CO3)/(PO4)3]), das zum größten Teil organischer Herkunft ist, und Calcit. Phosphorit kommt häufig in Verbindung mit grünem Glaukonit vor.

## Entstehung
Phosphorite entstehen vorwiegend in flachem Meer in der Nähe der Außenkante des Schelfs, an der kühles, phosphatreiches Meereswasser aufströmt. Da die Löslichkeit des Phosphats von der Temperatur abhängt und in kaltem Wasser mehr Phosphat löslich ist, wird das Phosphat durch chemische wie auch biologische Abläufe gebunden.
Die mengenmäßig überwiegende biologische Entstehung von Phosphorit geschieht auf verschiedene Weise. Ein Großteil der Phosphorite entsteht über die Anreicherung von Phosphor in Phytoplankton und tierischen Exkrementen oder den Einbau in Hartteile wie Knochen und Chitin-Panzer. Manche Vorkommen werden als Stoffwechselprodukt von Schwefelbakterien angesehen.
Die chemische Entstehung von Phosphoriten geht auf die direkte Ausfällung aus dem Meereswasser zurück oder auf den metasomatischen Einbau von Phosphat in kalkreiche Sedimente. Die Lösung und Wiederausfällung von Phosphat spielt eine wichtige Rolle bei der Entstehung sekundärer Phosphoritlagerstätten. Ein Beispiel für die damit verbundenen, sehr verschiedenartigen Prozesse ist die Entstehung von Phosphoriten in niederschlagsreichen Gebieten aus Guano, oder aber die Phosphoritisierung verkarsteter devonischer Kalksteine in der Lahnmulde im Rheinischen Schiefergebirge.

## Verwendung
Das Gestein Phosphorit wird als Ausgangsmaterial zur Herstellung von Phosphor, vor allem für die Düngemittelproduktion und in der chemischen Industrie, genutzt. Bekannte Vorkommen von Phosphorit – zum Teil in Konkretionen – finden sich auf Nauru (nahezu erschöpft), in Marokko, Florida, Tunesien, Estland und Algerien. Das übliche Verfahren ist die Versetzung mit Schwefelsäure, wobei Phosphorsäure in Lösung geht, und die Erdalkalimetalle sehr schlecht lösliche Sulfate, den so genannten Phosphorgips, bilden. Dieser wird zumeist in Tailings deponiert, da er im Vergleich zum Beispiel zu REA-Gips zu stark mit Verunreinigungen belastet ist, um wirtschaftlich nutzbar zu sein.
In Deutschland gibt es einen Phosphoritknollenhorizont bei Leipzig. Die Gewinnung von Phosphorit war in der Umgebung früher zwischen Wetzlar und Katzenelnbogen häufig, die Gewinnung dieser Lahnphosphorite fand vor allem zwischen 1865 und 1890 statt. Diese vermutlich tertiären Phosphorite wurden zum Beispiel aus der Grube Zollhaus auf dem Gebiet der Verbandsgemeinde Aar-Einrich gefördert, wichtige Vorkommen lagen auch im Gebiet Limburg-Diez, vor allem bei Staffel.